# قياسات بشرية

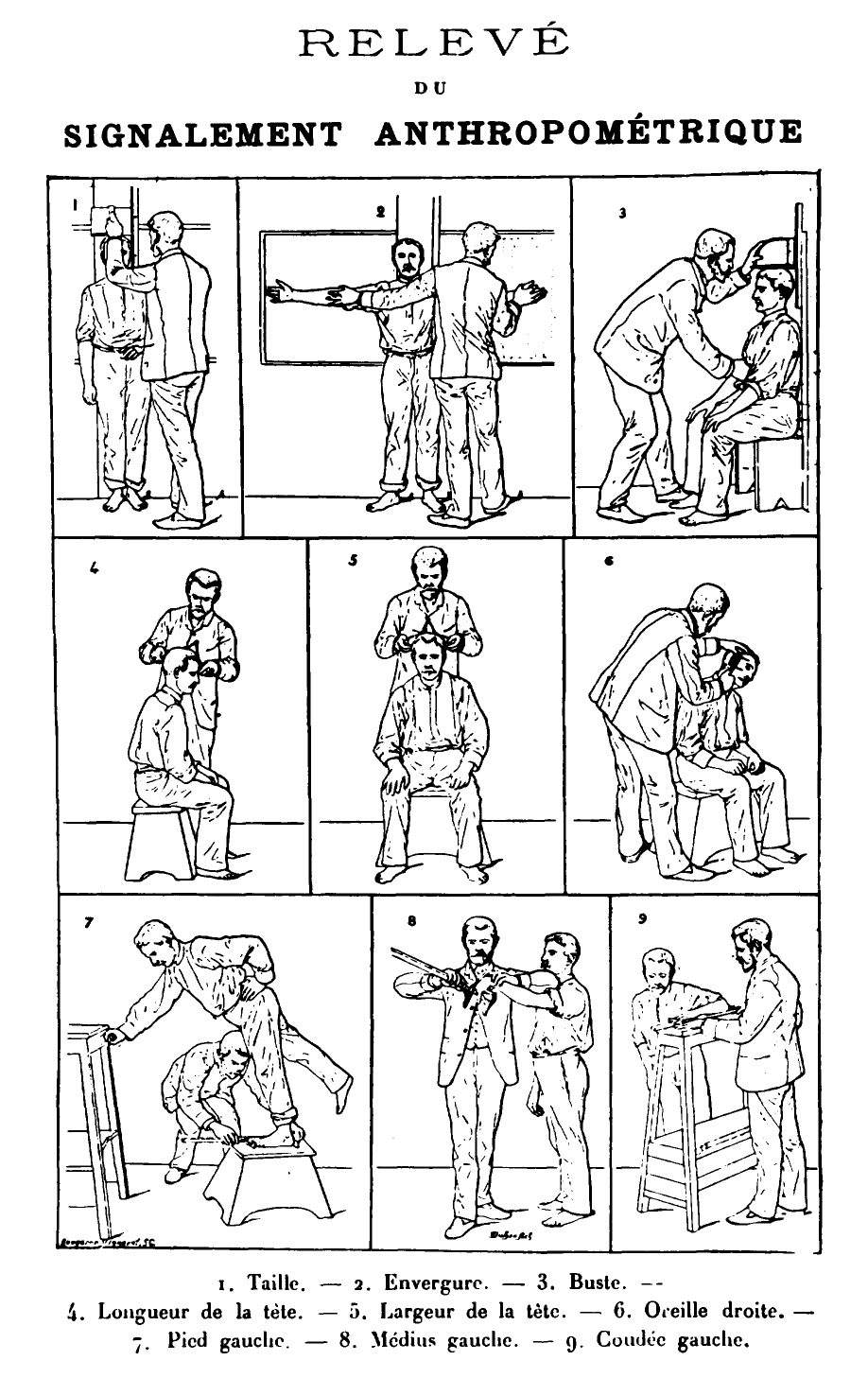
رسم (1893) يدل على كيفية أخذ القياسات البشرية

القياسات البشرية أو الأنثروبومترية (anthropometry) كلمة يونانية تعني حرفيا قياس البشر. الانثرومترية المادية تهتم بقياس الفرد البشري بهدف فهم الاختلافات المادية البشرية.
اليوم ، الأنثروبومترية تلعب دورا مهما في التصميم الصناعي ، وتصميم الملابس ، وبيئة العمل والهندسة المعمارية التي تستخدم فيها بيانات إحصائية حول مقاسات اجسام السكان بهدف تحسين المنتجات. التغيرات في أنماط الحياة والتغذية والتكوين العرقي للسكان يؤدي إلى تغييرات في مقاس الجسم (على سبيل المثال ، وباء السمنة) وهذا يتطلب استكمال منتظم لتجميع المعلومات المتعلقة بها.
تشير القياسات البشرية إلى القياسات الفردية البشرية. تعَد إحدى أقدم الأدوات للأنثروبولوجيا الطبيعية، استُخدمت للتمييز، بغرض فهم التنوع الجسدي للبشر، في علم مستحاثات البشر وفي العديد من المحاولات للربط بين السمات الجسدية والعرقية والنفسية. تشمل القياسات البشرية القياس النظامي للخصائص الجسدية للجسم البشري، بشكل أساسي، والأوصاف البعدية حجم الجسم وشكله. إذ إن الوسائل والمنهجيات شائعة الاستخدام في تحليل مستوى المعيشة لم تكن مجدية بما يكفي، أصبح تاريخ القياسات البشرية ذا أهمية كبيرة بالنسبة للمؤرخين في الإجابة على الأسئلة التي شغلتهم.
اليوم، تلعب القياسات البشرية دورًا هامًا في التصميم الصناعي، وتصميم الملابس، وعوامل الإنسان والعمارة حيث تُستخدم البيانات الإحصائية لتوزيع أبعاد الجسم للسكان في الوصول إلى الحل الأفضل في المنتجات. أدت التغيرات في أساليب الحياة والتغذية والتركيب العرقي للشعوب إلى تغيرات في توزيع أبعاد الجسم (على سبيل المثال زيادة السمنة) ما تطلب أيضًا التحديث المستمر لمجموعات بيانات القياسات البشرية.

## التاريخ
يشمل تاريخ القياسات البشرية المبادئ ويمتد خلال العديد منها، بعضها علمية والبعض الآخر يعَد علمًا زائفًا، مثل قياس القحف، وعلم مستحاثات البشر، والأنثروبولوجيا الحيوية، وفراسة الدماغ، وعلم الفراسة، وعلم الأدلة الجنائية، وعلم الإجرام، وجغرافيا الأعراق، والأصول البشرية، والأوصاف القحفية الوجهية، بالإضافة إلى العلاقة بين العديد من القياسات البشرية، والهوية الشخصية، وعلم النماذج الشخصية، والشخصية، والقبو القحفي، وحجم المخ، وغيرها من العوامل.
في أوقات مختلفة من التاريخ، تراوحت القياسات البشرية بشكل واسع -من الوصف العلمي الدقيق والتحليل الوبائي إلى مبررات تحسين النسل وبشكل علني الحركات الاجتماعية العنصرية- وأصبحت نقاط اهتمامها عدة ومتنوعة وأحيانًا غير متوقعة بشكل كبير.

## الاختلاف الفردي

### علم النمو
علم النمو هو مصطلح شامل يغطي دراسة كافة جوانب النمو الجسدي للإنسان.

#### الطول
يختلف طول الإنسان إلى حد كبير بين الأفراد وعبر الكتل السكانية نظرًا إلى العديد من العوامل المعقدة من بينها العوامل الأحيائية والوراثية والبيئية. نظرًا إلى المشاكل المنهجية والعملية، تصبح القياسات عرضة للخطأ الكبير في الاعتيان الإحصائي.
عادة ما يكون متوسط الطول في الكتل السكانية المتجانسة وراثيًا وبيئيًا، تناسبيًا عبر عدد كبير من الأفراد. أحيانًا يكون الاختلاف الاستثنائي في الطول (الانحراف بما يقارب 20% من المتوسط) بسبب العملقة أو القزامة، ما يرجع إلى جينات معينة أو عيوب في الغدد الصماء. من الضروري ملاحظة أن درجة كبيرة من الاختلاف تحدث حتى بين الأجسام الأكثر «شيوعًا» (66% من السكان)، وهكذا لا يمكن اعتبار أي شخص «متوسط».
في المقارنات الأكثر تطرفًا بين الشعوب، على سبيل المثال، يبلغ متوسط طول الإناث في بوليفيا 142. سنتيمترًا (4 أقدام و 8 بوصات) بينما يبلغ متوسط طول الذكور في جبال الألب الدينارية 185.6 سنتيمترًا (6 أقدام و 1.1 بوصة)، ما ينتج عنه اختلاف في المتوسط بمقدار 43.4 سنتيمترًا ( قدمًا واحدًا و 5.1 بوصات). بنفس الطريقة، تتراوح أطوال الأشخاص الأقصر والأطول على الإطلاق، شاندرا بهادور دانغي وروبيرت وادلو، بين قدم و 9 بوصات (53 سنتيمترًا) و 8 أقدام و 11.1 بوصات (272 سنتيمترًا).

#### الوزن
يختلف وزن الإنسان بدرجة كبيرة فرديًا وعبر الكتل السكانية، مع الأمثلة الموثقة الأكثر تطرفًا للبالغين هما لوسيا زاراتي التي كان وزنها 4.7 رطلًا (2.1 كيلوغرامًا) وجون براور مينوش الذي بلغ وزنه 1,400 رطلًا (640 كيلوغرامًا)، بينما تتراوح القيم القصوى والصغرى للكتل السكانية بين 109.3 رطلًا (49.6 كيلوغرامًا) في بنغلاديش و 192.7 رطلًا (87.4 كيلوغرامًا) في ميكرونيزيا.

#### الأعضاء
يتراوح حجم المخ للناضجين بين 974.9 سنتيمترًا مكعبًا (59.49 بوصة مكعبة) و 1,498.1 سنتيمترًا مكعبًا (91.42 بوصة مكعبة) للإناث وبين 1,052.9 سنتيمترًا مكعبًا (64.25 بوصة مكعبة) و 1,498.5 سنتيمترًا مكعبًا (91.44 بوصة مكعبة) للذكور، بمتوسطات تبلغ 1,130 سنتيمترًا مكعبًا (69 بوصة مكعبة) و 1,260 سنتيمترًا مكعبًا (77 بوصة مكعبة)، على الترتيب. يزيد حجم نصف الكرة المخية اليمنى عن اليسرى، بينما يتساوى حجما نصفي الكرة المخيخية.
يختلف حجم المعدة البشرية بشكل ملحوظ بين البالغين، إذ أشارت إحدى الدراسات إلى تراوح الأحجام بين 520 سنتيمترًا مكعبًا (32 بوصة مكعبة) و 1,536 سنتيمترًا مكعبًا (93.7 بوصة مكعبة) وتتراوح الأوزان بين 77 غرامًا (2.7 أونصة) و 453 غرامًا (16 أونصة).
تظهر الأعضاء التناسلية للذكور والإناث اختلافات فردية كبيرة، إذ يختلف حجم القضيب بدرجة كبيرة جدًا ويختلف حجم المهبل بشكل ملحوظ بين البالغين الأصحاء.

#### الجمال
شكّل الجمال البشري والجاذبية الجسدية انشغالًا للبشرية عبر التاريخ، وتقاطعا عادةً مع معايير القياسات البشرية. يعد علم التجميل والتماثل الوجهي ونسبة الخصر إلى الورك ثلاثة أمثلة حيث يُعتقد أن القياسات عادة ما تكون أساسية.